# Ōno Rinka
Ōno Rinka (jap 大野 林火; * 25. März 1904 in Yokohama; † 21. August 1982), eigentlich Ōno Masashi (大野 正), war ein japanischer Haiku-Dichter der Shōwa-Zeit.

## Leben
Ōno Rinka wurde in Yokohama, Präfektur Kanagawa geboren. Nach dem Studium an der Fakultät für Wirtschaft der Kaiserlichen Universität Tōkyō widmete er sich, neben einer Anstellung als Lehrer, der Haiku-Dichtung. Ab 1926 gab er die Haiku-Zeitschrift Hama (浜, dt. „Küste“) heraus. Er wurde Schüler von Usuda Arō und veröffentlichte nacheinander zahlreiche Werke. Aufmerksamkeit als Haiku-Dichter erregte er erstmals durch die Haiku-Zusammenstellung Kaimon (海門, dt. „Meeresstraße“).
1953 wurde er Vorsitzender der Haiku-Dichtervereinigung (俳人協会, Haijin-kyōkai).
1973 erhielt er den Kanagawa-Kulturpreis für Literatur.
Ōno Rinka verstarb 1982 im Alter von 78 Jahren.

## Werke

### Haiku-Sammlungen
- Kaimon. Kōransha, Tōkyō 1939.
- Samomo. Meguro Shoten, Tōkyō 1946.
- Fuyukari. Shichiyōsha, Tōkyō 1948.
- Aomizuwa. Hama Hakkōjo, Yokohama 1953.
- Shirahata Minamichō. Kondō Shoten, Tōkyō 1958.
- Sekka. Bokuyōsha, Tōkyō 1965.
- Sensenshū. Kadokawa Shoten. Tōkyō 1968.
- Hikashū. Tōkyō Bijutsu, 1974.
- Hōenshū. Kadokawa Shoten. Tōkyō 1979.
- Getsuhakushū. Hama Hakkōjo, Tōkyō 1983.
- Tōseishū. Chūsekisha, Tōkyō 1987.

### Weitere Schriften
- Takahama Kyoshi. Shichiyōsha, Tōkyō 1949.